# Ljubiša Broćić
Ljubiša Broćić (ur. 3 października 1911 w Belgradzie, zm. 16 sierpnia 1995 w Melbourne) – serbski piłkarz i trener piłkarski.
Przez dwa sezony (1957/1958–1958/1959) pełnił funkcję szkoleniowca włoskiego klubu Juventus F.C. Był siedemnastym w historii trenerem Zebr. Jego poprzednikiem był Sandro Puppo, a następcą Włoch Teobaldo Depetrini.
Był trenerem FC Barcelona. Klub objął z początkiem sezonu 1960–1961, ale już 12 stycznia 1961 roku, po remisie 2-2 z Athletic Bilbao został zdymisjonowany, a jego miejsce objął drugi trener Enrique Orizaola.